# Вальтопіна
Вальтопіна (італ. Valtopina) — муніципалітет в Італії, у регіоні Умбрія, провінція Перуджа.
Вальтопіна розташована на відстані близько 135 км на північ від Риму, 30 км на схід від Перуджі.
Населення — 1450 осіб (2014).

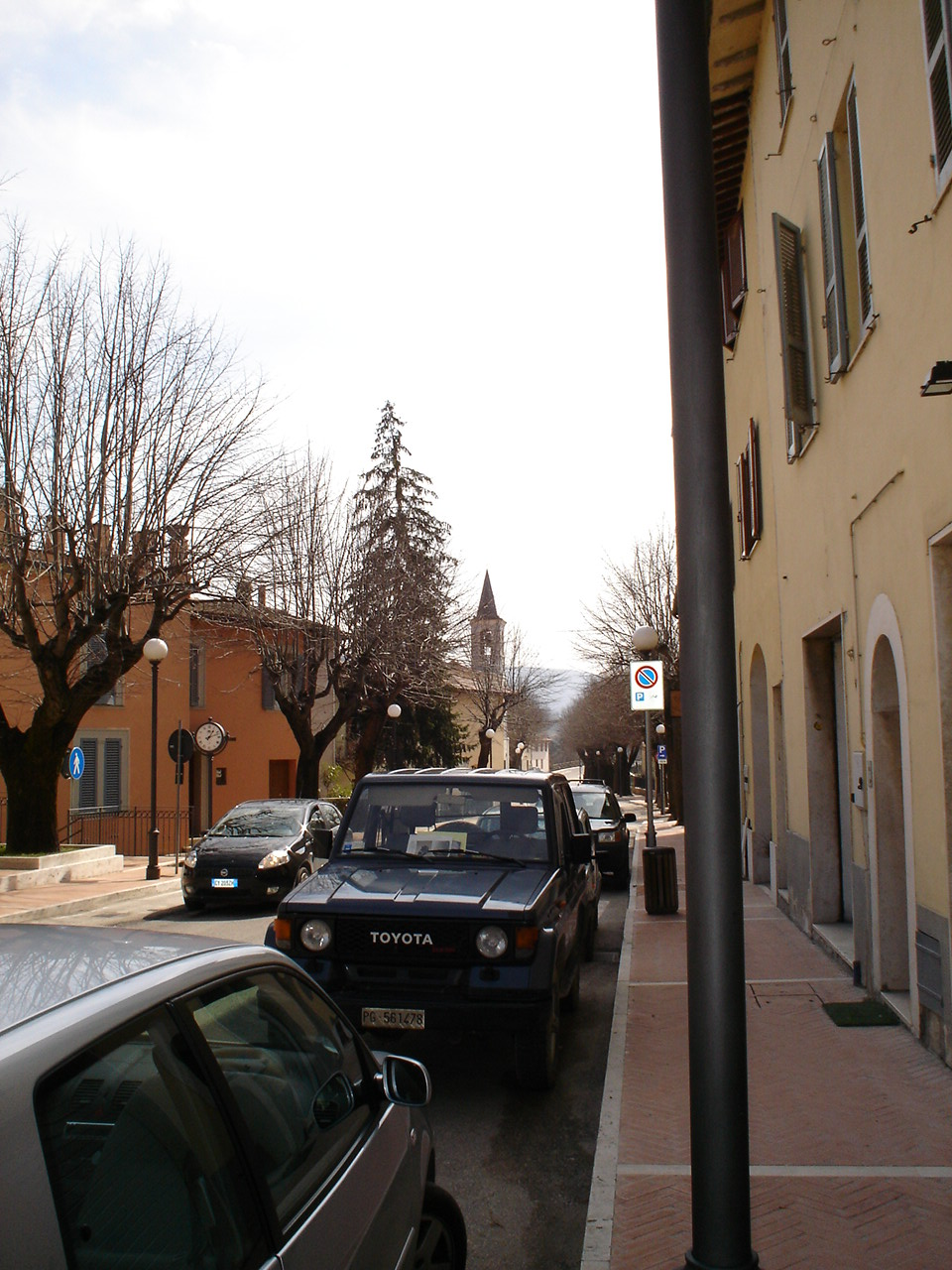

Щорічний фестиваль відбувається 20 травня. Покровитель — San Bernardino.

## Демографія
Населення за роками:

Станом на 1 січня 2023 року в муніципалітеті офіційно проживало 107 іноземців з 13 країн, серед них 44 громадяни країн Євросоюзу та 3 громадяни України.

## Сусідні муніципалітети
- Ассізі
- Фоліньйо
- Ночера-Умбра
- Спелло